# 塔图·于勒宁
塔图·于勒宁（芬蘭語：Tatu Ylönen，1968年—），芬兰人，是SSH（Secure Shell）协议的开发者，同时也是SSH通信安全公司 (SSH Communications Security) 的创始人和大股东，他也时常担任该公司的总经理，最近从2016年2月起他又担任公司总经理。他于1992年获得赫尔辛基理工大学硕士学位，1994年获得赫尔辛基理工大学副博士学位。
早在学生时代于勒宁就创立了自己的 New Generation Software (新一代软件公司)，该公司目前是Novo Group 集团的一部分。
于勒宁于1995年开发了SSH （Secure Shell）通信安全协议。他起初开发SSH是为了方便自己使用，随后在同一年他创办了SSH通信安全公司。几年后 Sun Microsystems 成为该公司的客户。之后公司的声誉迅速传播。
第三个于勒宁创办且还在运行的公司是他于1994年创办的应用计算研究有限公司（Applied Computing Research Ltd）。
他最新拥有的公司是 Clausal Computing （从句计算）。
于勒宁是多项 IETF 标准（RFC）的作者。Secure Shell 是 Internet协议中的一个基本协议。
于勒宁在2000年获得了芬兰工程奖。1992年他的硕士论文获得了芬兰信息处理学会优秀论文奖。